# Buzo Records
Buzo Records is een Oostenrijks platenlabel, dat onder meer klassieke muziek, blues, jazz en wereldmuziek uitbrengt. Het label werd in 1995 door Werner Edlauer opgericht in is gevestigd in Enns. Edlauer heeft hier ook een opnamestudio.
Op het label is muziek uitgebracht van onder meer Rainer Falk, Peter Herbert en Gerald Bitterlich.